# Lijst van commando-operaties in de Tweede Wereldoorlog
Onderstaand overzicht geeft commando-operaties in de Tweede Wereldoorlog weer
| Datum                            | Operatie                      | Land       | Waar                             | Opdracht |
| -------------------------------- | ----------------------------- | ---------- | -------------------------------- | --- |
| 4 maart 1941                     | Operatie Claymore             | Noorwegen  | Lofoten (Svolvær, Stamsund)      | Aanval op visolie-fabrieken die glycerine produceerden voor gebruik in munitie.                                    |
| 25 augustus t/m 3 september 1941 | Operatie Gauntlet             | Noorwegen  | Spitzbergen en Bereneiland       | Aanval op kolenmijnen om te voorkomen dat ze in Duitse handen vielen en het vernielen van een radiostation.        |
| 26 december t/m 27 december 1941 | Operatie Anklet               | Noorwegen  | Lofoten (Reine, Sund & Sørvågen) | Bedoeld als afleiding van de grotere commandoraid operatie Archery.                                                |
| 27 december 1941                 | Operatie Archery              | Noorwegen  | Vågsøy                           | Het vernielen van Duitse installaties.                                                                             |
| 21 april 1942                    | Operatie Abercrombie          | Frankrijk  | Hardelot                         | Duitse verdedigingswerken op het strand verkennen, krijgsgevangenen nemen en een zoeklichtinstallatie vernietigen. |
| 26 juli 1942                     | Raid on Sidi Haneish Airfield | Egypte     | Sidi Haneish Airfield            | Aanval op Duitse luchtmachtbasis                                                                                   |
| 20 en 21 september 1942          | Operatie Musketoon            | Noorwegen  | Glomfjord                        | Het vernietigen van de energiecentrale die energie leverde aan een aluminiumfabriek.                               |
| 3 en 4 oktober 1942              | Operatie Basalt               | Het Kanaal | Sark                             | Informatie vergaren over de sterkte van het garnizoen op Sark.                                                     |
| 19 en 20 november 1942           | Operatie Freshman             | Noorwegen  | Vemork                           | Aanval op de fabriek van zwaar water                                                                               |
| 23 en 24 januari 1943            | Operatie Cartoon              | Noorwegen  | Stord                            | Het vernietigen van de pyrietmijn.                                                                                 |
| 14 en 15 februari 1943           | Operatie Brandy               | Noorwegen  | Florø                            | Aanval op Duitse schepen                                                                                           |
| 23 februari t/m 3 maart 1943     | Operatie Crackers             | Noorwegen  | Sognefjord                       | Oorspronkelijk bedoeld als aanval op een observatiepost, maar veranderde ter plekke in een observatieopdracht.     |
| 29 april 1943                    | Operatie Checkmate            | Noorwegen  | Haugesund                        | Aanval op de scheepsfaciliteiten.                                                                                  |

## Bron
- Overzicht van commandoraids in Noorwegen